# Włodzimierz Neneman
Włodzimierz Neneman (ur. 24 listopada 1936 w Kazimierzu Biskupim) – polski rolnik, hodowca, poseł na Sejm PRL IX kadencji.
Ukończył Technikum Mechanizacji Rolnictwa w Poznaniu, następnie pracował w gospodarstwie rodziców. Samodzielnie prowadził gospodarstwo rolne w Wełnicy od 1963. 
W latach 1985–1989 sprawował mandat posła na Sejm PRL IX kadencji. Reprezentował Zjednoczone Stronnictwo Ludowe w okręgu Poznań-Nowe Miasto. Pracował w Komisji Rolnictwa, Leśnictwa i Gospodarki Żywnościowej. Do ZSL wstąpił w 1964, wchodził w skład władz wojewódzkich partii w Poznaniu i władz lokalnych w Gnieźnie. Przed objęciem mandatu posła był członkiem Rady Społeczno-Gospodarczej przy Sejmie PRL oraz Rady Naukowo-Technicznej przy Ministrze Rolnictwa. Otrzymał Medal 40-lecia Polski Ludowej, a także Złotą Honorową Odznakę Polskiej Federacji Hodowców Bydła i Producentów Mleka.
Na początku lat 90. zreorganizował swoje gospodarstwo hodowlane, był prekursorem jednej z odmian bydła mlecznego w Polsce.
Żonaty, ma dwoje dzieci, w tym syna Roberta, który przejął wymienione wyżej gospodarstwo. Jest wujem Jarosława Nenemana – wiceministra finansów w rządach Marka Belki, Kazimierza Marcinkiewicza, Jarosława Kaczyńskiego, Ewy Kopacz i Donalda Tuska oraz doradcy prezydenta Bronisława Komorowskiego.